# 秋月涼介
秋月 涼介（あきづき りょうすけ、1971年5月11日 -）は、日本のミステリ作家。

## 略歴
2001年6月、第20回メフィスト賞を受賞した『月長石の魔犬』でデビュー。
2012年、清涼院流水が立ち上げたプロジェクト「The BBB」（Breakthrough Bandwagon Books）に参加。2013年3月より連作短編シリーズ「The Gifted」を電子書籍で発表している。このシリーズは英訳版も販売されている。

## 作品リスト

### 単行本
すべて講談社ノベルス
- 月長石の魔犬 （2001年6月） ISBN 4-06-182192-X
- 迷宮学事件 （2002年9月） ISBN 4-06-182242-X
- 紅玉の火蜥蜴 （2004年5月） ISBN 4-06-182372-8
- 消えた探偵 （2006年2月） ISBN 4-06-182468-6

### アンソロジー
「」内が秋月涼介の作品
- 蝦蟇倉市事件 2（2010年2月 東京創元社 《ミステリ・フロンティア》 ISBN 978-4-488-01762-0）「消えた左腕事件」
  - 【改題】街角で謎が待っている がまくら市事件（2014年12月 東京創元社《創元推理文庫》 ISBN 978-4-488-40058-3）

### The Gifted
「The BBB」で発表されている連作短編シリーズ。電子書籍の形式で日本語版と英訳版が販売されている。
- The Gifted Vol.1 - つきまとう女[1]
- The Gifted Vol.2 - 帰ってくる死んだ仔猫[2]
- The Gifted Vol.3 - スカイダイビングクラブ[3]
- The Gifted Vol.4 - 双子座の怪人[4]
- The Gifted Vol.5 - 北病棟の死神[5]
- The Gifted Vol.6 - 神隠しホテル[6]
- The Gifted Vol.7 - シティ航空513便[7]
- The Gifted Vol.8 - 悪魔の貌[8]